# Аральськ (аеропорт)
Аеропо́рт «Ара́льськ» — аеропорт місцевих повітряних ліній в Кизилординська області Казахстану, за 5 км на північний захід від міста Аральськ.
У радянський період був аеродромом спільного базування: використовувався для транспортного забезпечення полігону на острові Відродження, а також для пошуково-рятувального забезпечення космічних запусків з космодрому Байконур. З аеропорту виконувалася велика кількість поштово-пасажирських рейсів на літаках Ан-2 в населені пункти регіону (Казалінськ, Раїм, Каратерень, Аманоткель, Куланди, Акбасти).
У 1992 році аеродром був покинутий і пограбований (бетонні руліжні доріжки і злітно-посадочні смуги демонтовані), а військова частина перебазований у Саратовську область на аеродром Багай-Баранівка.
Нині аеродром використовується гелікоптерами і невеликими літаками (аеродром 3 класу). Основний тип літаків — Ан-2, епізодично Як-40 і Ан-24.